# كال نايسميث
كال نايسميث (بالإنجليزية: Kal Naismith)‏ هو لاعب كرة قدم بريطاني في مركز الهجوم، ولد في 18 فبراير 1992 في غلاسكو في المملكة المتحدة. شارك مع منتخب اسكتلندا تحت 16 سنة لكرة القدم ومنتخب اسكتلندا تحت 17 سنة لكرة القدم. أما مع النوادي، فقد لعب مع نادي أكرينغتون ستانلي ونادي بارتيك ثيسل ونادي بورتسموث ونادي رينجرز ونادي كاودينبيث ونادي هارتلبول يونايتد.

## وصلات خارجية
- كال نايسميث على موقع قاعدة بيانات كرة القدم.إي يو (الإنجليزية)
- كال نايسميث على موقع Soccerbase.com (لاعب) (الإنجليزية)
- كال نايسميث على موقع Soccerway.com (الإنجليزية)
- كال نايسميث على موقع عالم كرة القدم.نت (الإنجليزية)